# 基利傑阿爾斯蘭一世
基利傑阿爾斯蘭一世（土耳其語：I. Kılıç Arslan；波斯語：‎，意為「劍獅」，1079年—1107年）是魯姆蘇丹國的蘇丹，他於1092年繼位後統治國家直到1107年時去世，其在位期間迎來十字軍東征一連串嚴酷的挑戰。

## 早年
基利傑阿爾斯蘭一世在父親蘇萊曼沙阿一世於1086年去世之後，被塞尔柱帝国的蘇丹马立克沙一世扣留作為人質，直到馬立克沙在1092年死後才被釋放。他重獲自由後在烏古斯突厥人部落領袖們的支持下帶領軍隊返回安那托利亞，取代原本由馬立克沙所任命的當地總督阿明·加茲尼，基利傑阿爾斯蘭隨後宣布將尼西亞設為首都，重新建立了魯姆蘇丹國政權。
在馬立克沙一世去世後，各個部落，諸如：達尼什曼德王朝、阿爾圖格王朝，門居切克和薩爾圖吉等政權，開始相互搶奪地盤爭相建立屬於自己的國家，加上拜占庭帝国的皇帝阿歷克塞一世不斷在幕後搧風點火並策畫各種陰謀，致使局勢進一步的惡化。
基利傑阿爾斯蘭日後與擁有強大海軍勢力的札卡斯結盟，希望與其聯手對付拜占庭人的勢力，基利傑阿爾斯蘭並和札卡斯的女兒阿伊莎可敦結婚來穩固雙方的關係，兩人育有4個兒子，分別是馬立克沙、梅蘇德一世、阿拉伯以及圖赫里勒。1094年，基利傑阿爾斯蘭收到一封由阿歷克塞一世寄來的信件，信中暗示基利傑阿爾斯蘭他的岳父札卡斯打算對他不利，在阿歷克塞的挑撥離間下，基利傑阿爾斯蘭帶著一支軍隊前往札卡斯的首都士麥那，並以邀請丈人參加他舉辦的宴會為藉口，趁著札卡斯酒醉時於帳篷內將他謀殺。

## 十字軍東征

### 平民十字軍

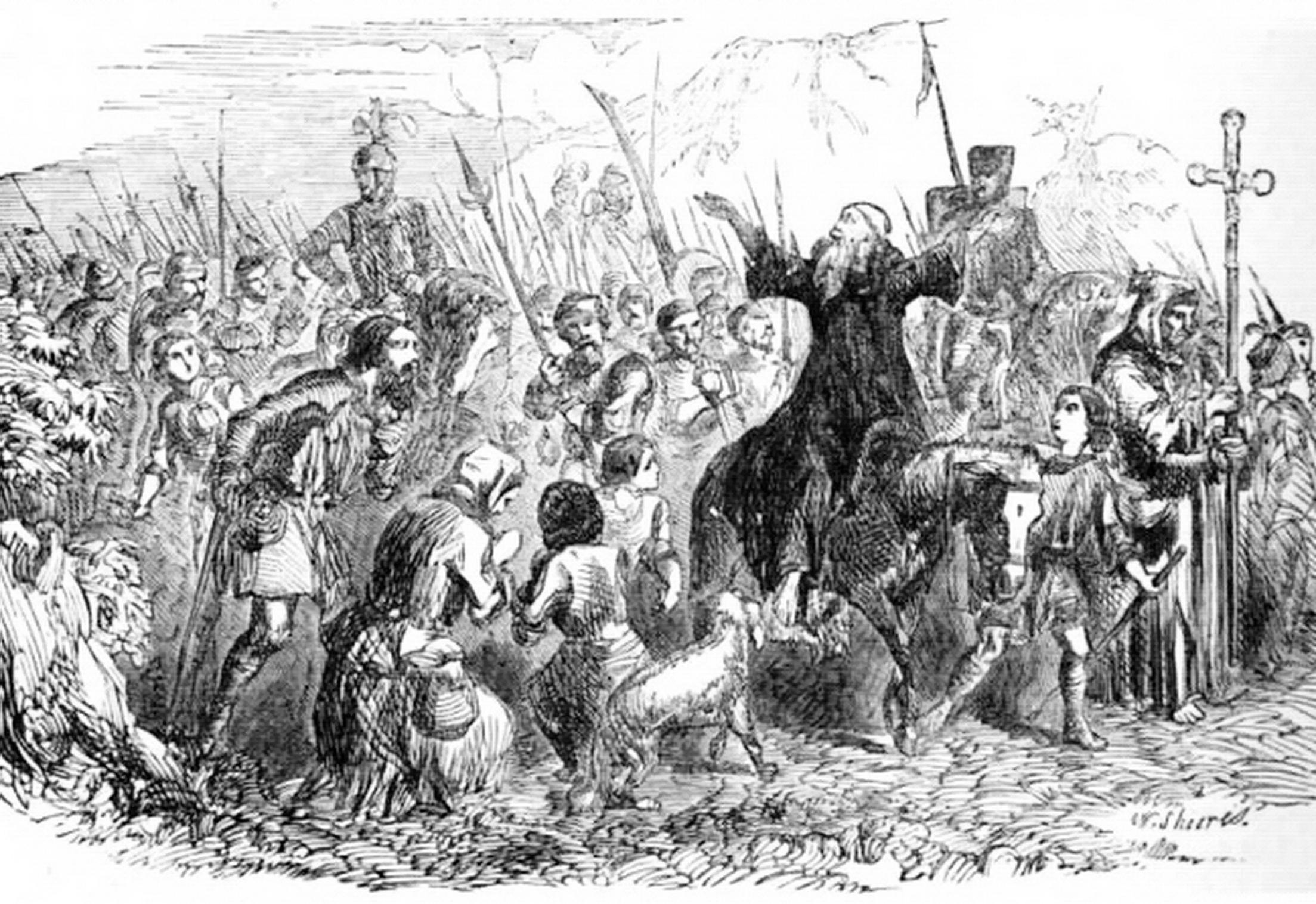
隱士彼得與平民十字軍

1096年，平民十字軍（也被稱為農民十字軍）在隱士彼得和沃爾特·桑薩瓦爾的帶領下來到尼西亞一帶，其中部分來自日耳曼的十字軍分隊攻佔了尼西亞近郊的瑟利格登堡壘，不過基利傑阿爾斯蘭很快便率領他的大軍奪回瑟利格登，十字軍中願意放棄基督教信仰的人被赦免並被移送到東方，剩下的俘虜則盡數遭到殺害。
平民十字軍的主力部隊則被間諜散布的謠言所迷惑，誤以為瑟利格登的日耳曼隊伍已經攻克尼西亞，導致當他們趕去想瓜分戰利品時，卻意外得知瑟利格登悲慘的事實，在倉皇撤回營地的過程中，十字軍於鄰近德雷孔村的山谷內被基利傑阿爾斯蘭安排已久的軍隊伏擊，他們很輕易便遭到敵方擊潰，大量士兵被屠殺，僅有極少數人倖免於難。

### 第一次十字軍東征

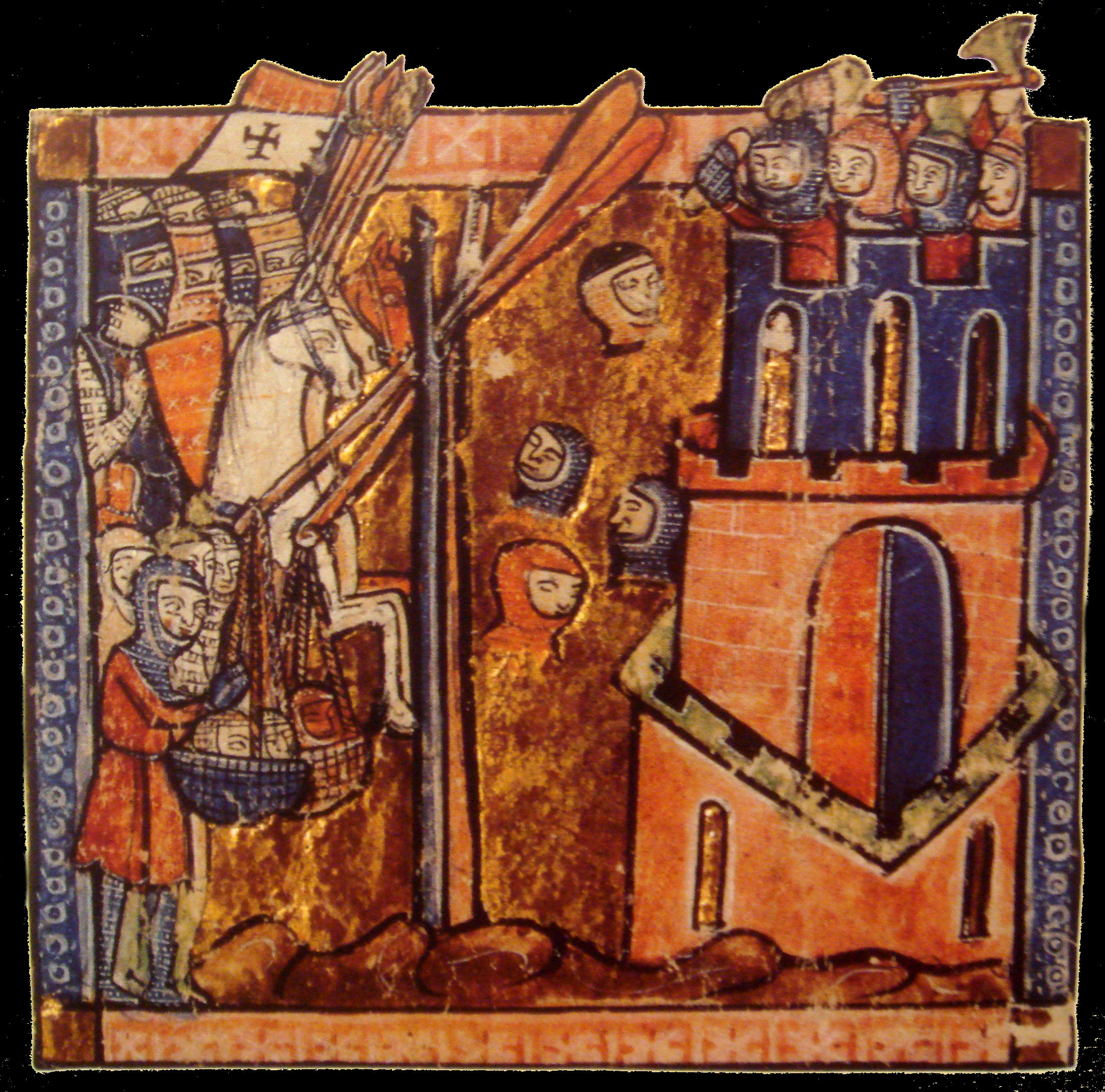
尼西亞圍城戰役

由於這次輕鬆的勝利，讓基利傑阿爾斯蘭輕忽了十字軍的危險性，未把西歐貴族所領導的十字軍主力部隊視為威脅，為此他決定率軍前往東安那托利亞與達尼什曼德王朝的埃米爾達尼什曼德加齊重啟戰爭，導致當基利傑阿爾斯蘭得知十字軍於1097年5月包圍尼西亞的消息後，才匆匆忙忙帶領軍隊趕回首都救援，隨著他的部隊在5月21日的戰鬥中被十字軍擊敗，尼西亞的守軍不久後便向拜占庭人的軍隊投降，基利傑阿爾斯蘭的老婆與孩子也被擄獲，十字軍則將他們押送至君士坦丁堡，不過令十字軍們感到沮喪的是，由於基利傑阿爾斯蘭與阿歷克塞一世間的交情，他的妻兒在未交付任何贖金的情況下很快就被釋放了。
見識到這次對手強勁的實力後，基利傑阿爾斯蘭轉而與達尼什曼德王朝結盟一同阻擋十字軍前進的腳步。出於統率上的便利，十字軍的領袖們在穿越安那托利亞時將大軍分成兩支部隊，並約定在多利留姆會合。基利傑阿爾斯蘭原本計畫於多利留姆城周圍伏擊十字軍部隊。不過，塞爾柱人的騎射手在戰鬥中未能突破十字軍騎士建立起的防線，加上另一支十字軍後續部隊也及時趕抵戰場，在戰況不利的情勢下基利傑阿爾斯蘭決定撤退，並改採游擊戰術帶給十字軍一定的傷亡。此外他還摧毀沿途所有的農作物和飲水，以焦土政策破壞十字軍的後勤供應。

### 1101年十字軍東征

1101年十字軍的進軍路線

由於博希蒙德一世在馬拉蒂亞的一場戰役中被達尼什曼德王朝擊敗並遭到俘虜，進而引發一支以伦巴底人為主的十字軍部隊展開營救行動。在這次東征的過程中，十字軍成功攻陷安卡拉，基利傑阿爾斯蘭則在與阿勒颇的阿德貝格法赫爾·穆爾克·拉德溫結盟後，帶領大軍埋伏在梅爾濟豐順利的擊敗十字軍。不久後，他再度於赫拉克里亞的戰役中殲滅另一批原本大算前往叙利亚幫助那些新成立十字軍國家的支援隊伍。這些勝利對塞爾柱人而言意義重大，因為它證明了十字軍騎士決非是不可戰勝的。在這之後基利傑阿爾斯蘭將首都遷往科尼亞，並再一次擊潰後續由尼維爾的威廉二世所領導的十字軍隊伍。
1104年，在達尼什曼德加齊去世後，基利傑阿爾斯蘭再次向達尼什曼德王朝發動戰爭，並苛刻地要求獲得博希蒙德半數的贖金，結果反而導致博希蒙德與達尼什曼德王朝雙方攜手合作，共同結盟對抗魯姆蘇丹國以及拜占庭人。

## 敘利亞戰爭與死亡
與十字軍的交手暫告一段落之後，基利傑阿爾斯蘭率領他的軍隊向東來到哈蘭與迪亚巴克尔。1107年，他成功佔據摩苏尔，但不久便於哈布爾河戰役中，被穆罕默德一世所支持的阿勒頗統治者拉德溫以及阿爾圖格王朝的聯軍所擊敗。基利傑阿爾斯蘭則在敗退逃往河岸另一側的過程中落水溺斃。